# Tereza Master
Tereza Master, född 21 mars 1988 i Mulanje, är en friidrottare, specialiserad på långdistanslöpning och maraton. Hon har tävlat i Ungdomsvärldsmästerskapen i friidrott 2005 och Olympiska sommarspelen 2016. I Rio de Janeiro kom hon på 98:e plats.

## Personliga rekord
- 1500 meter – 4:37:10 Marrakesh 2005[2]
- Maraton - 2:48:34 Rio de Janeiro 2016[2]